# Posições dos pés no balé
A posição dos pés no balé é uma parte fundamental da técnica do balé clássico que define as colocações padrão dos pés no chão, são cinco posições básicas no balé conhecidas como  primeira à quinta posição. 
Em 1725, o mestre de dança e bailarino francês Pierre Rameau creditou a codificação dessas posições à outro bailarino francês, Pierre Beauchamp. Duas posições adicionais, conhecidas como sexta e sétima posições, foram codificadas por Serge Lifar na década de 1930 enquanto servia como mestre de balé no Paris Opéra Ballet, embora seu uso seja limitado às coreografias de Lifar. A sexta e a sétima posições não foram invenções de Lifar, mas renascimentos de posições que já existiam no século XVIII, quando havia dez posições dos pés no balé clássico.

## Cinco posições básicas
A primeira posição básica requer que os pés estejam apoiados no chão e voltados para fora (apontando em direções opostas como resultado da rotação das pernas nos quadris).

As posições padrões de posicionamento dos pés no balé
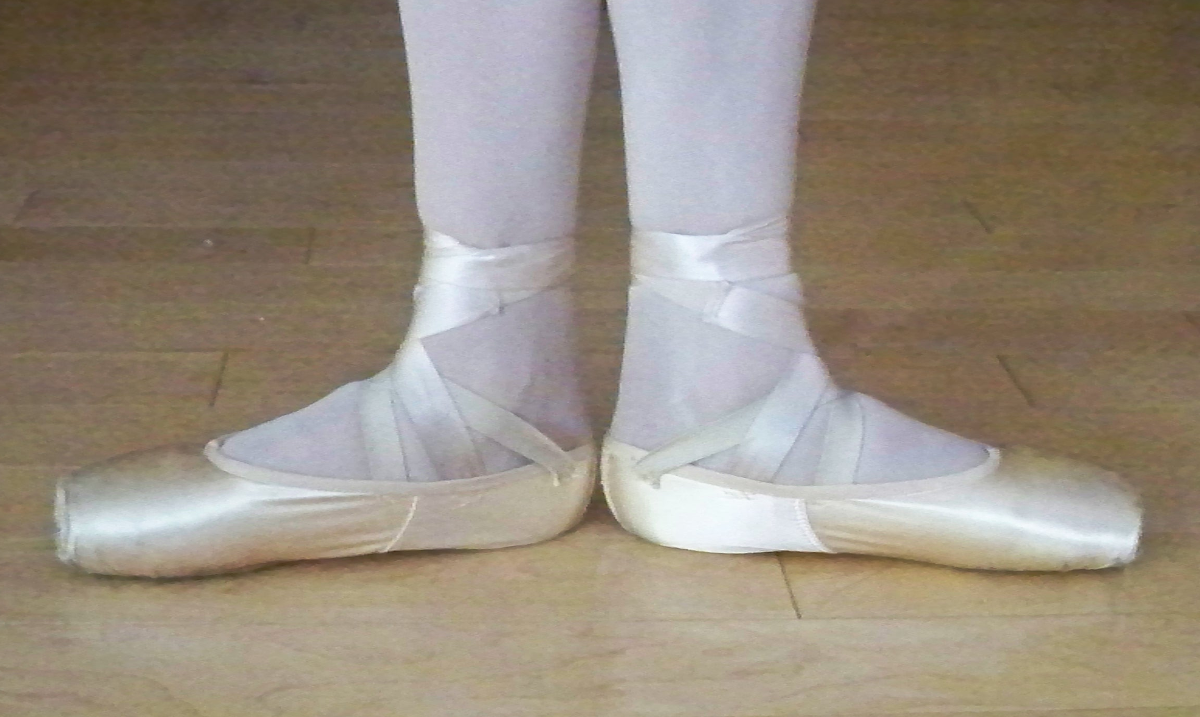
Primeira-posição
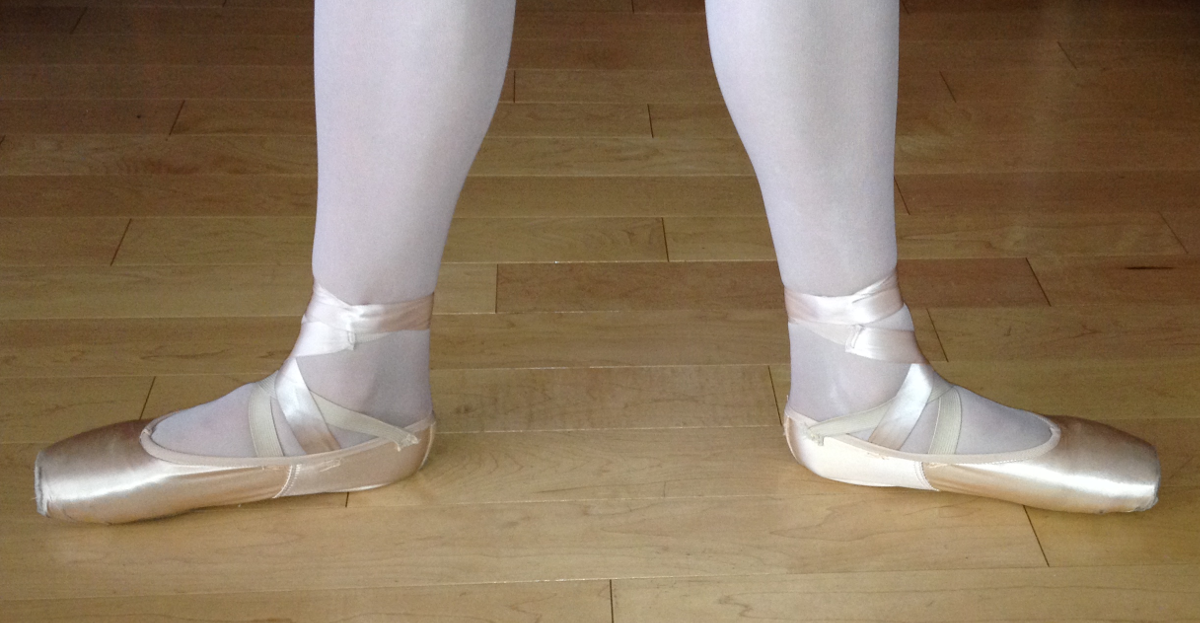
Segunda-posição
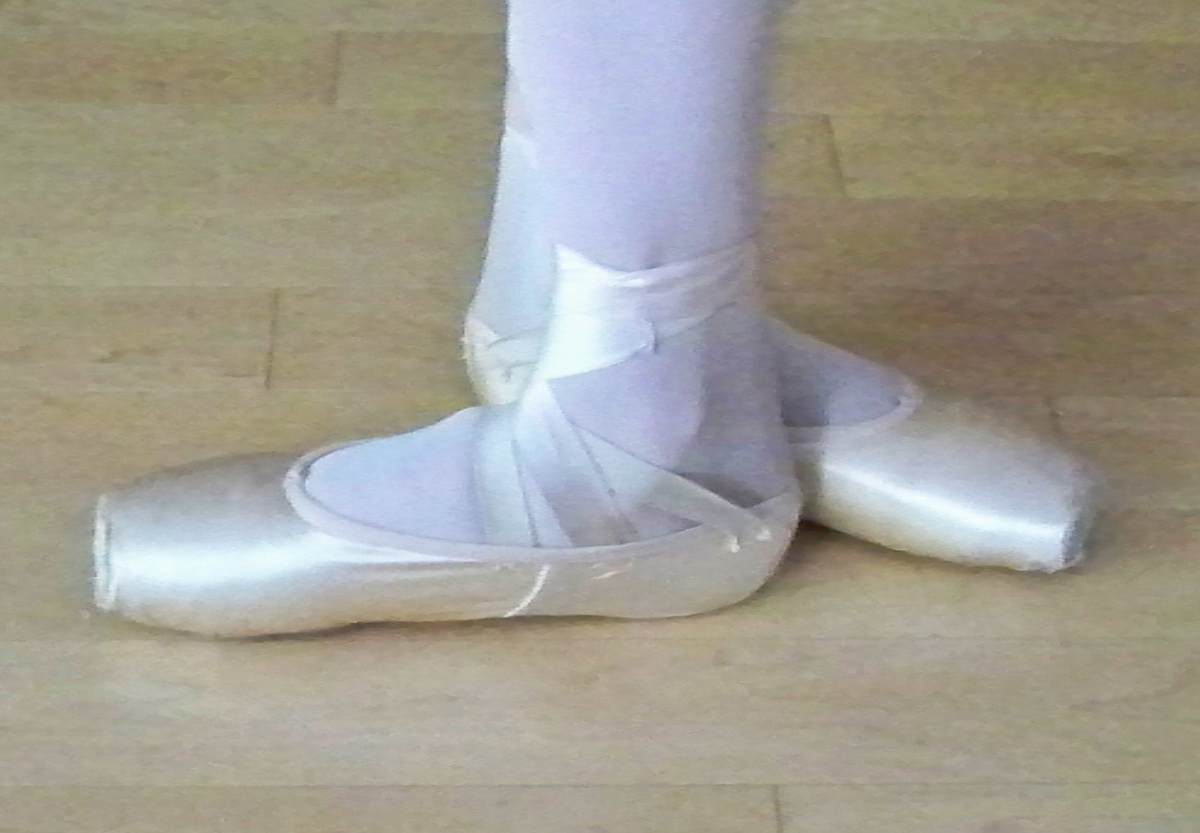
Terceira-posição
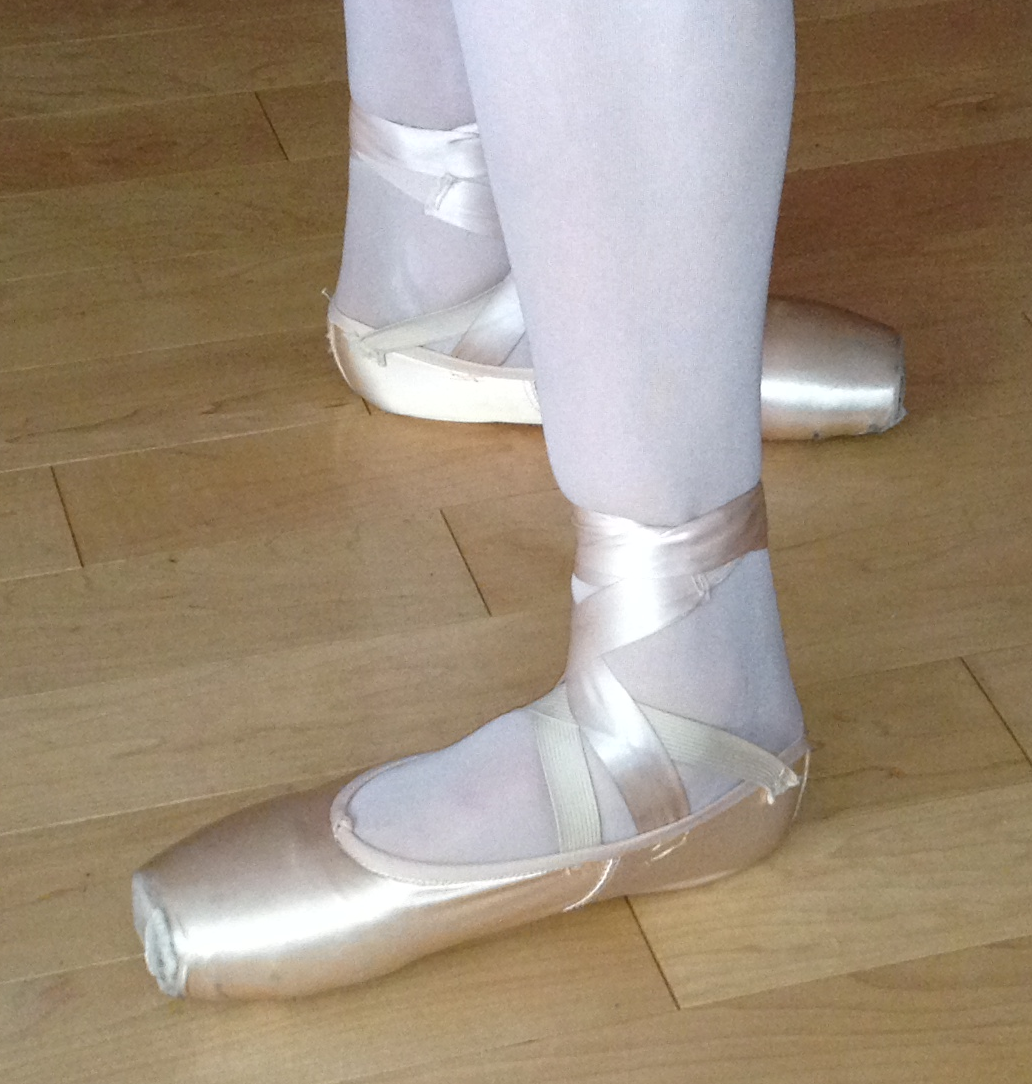
Quarta-posição
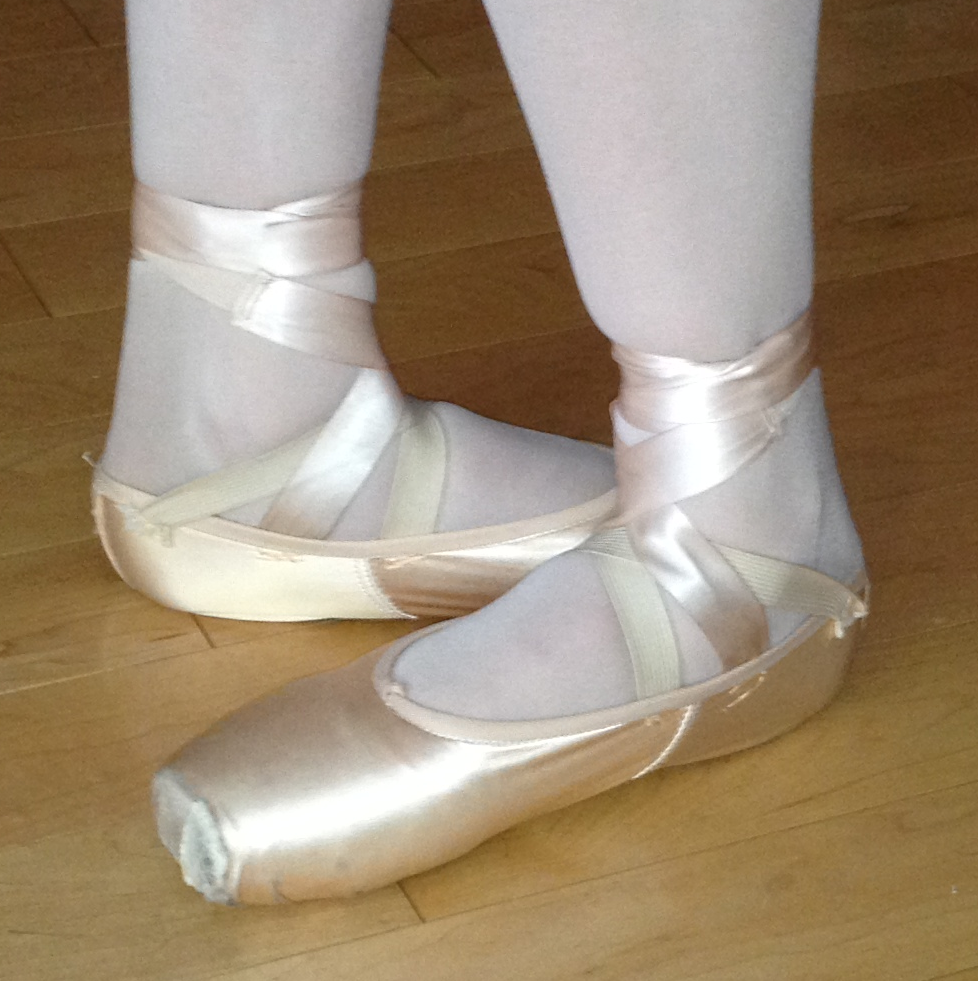
Quinta-posição
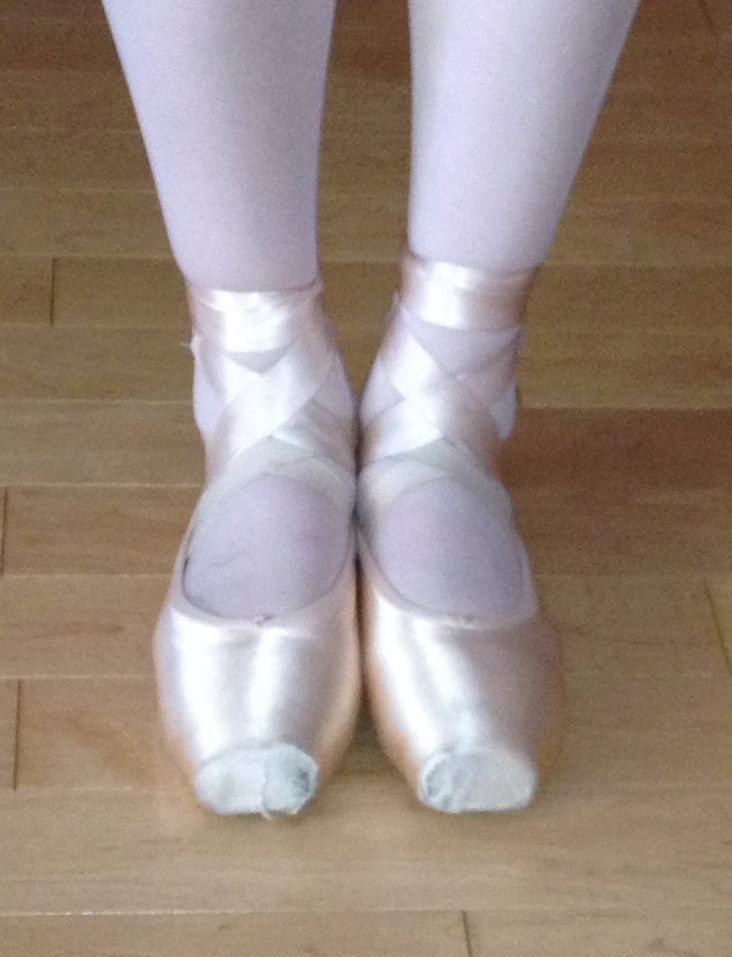
Sexta-posição
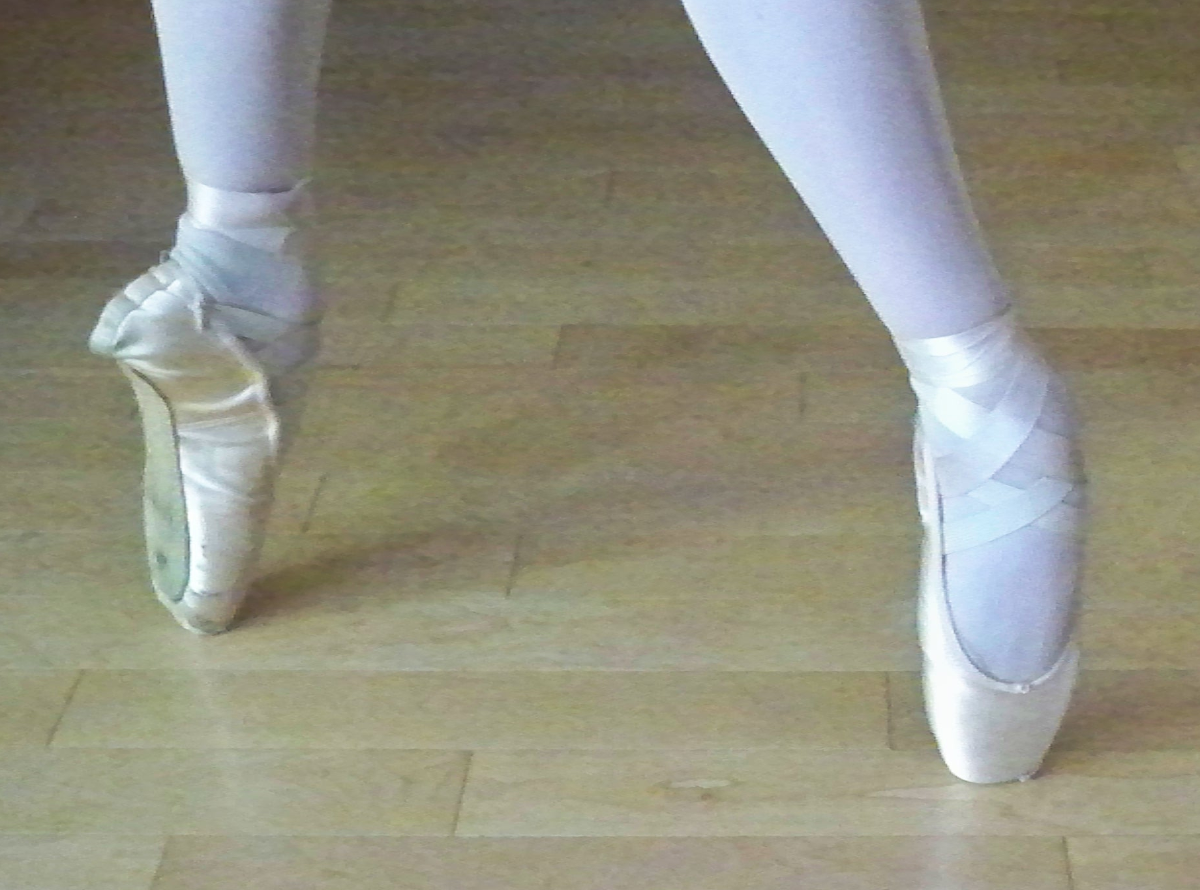
Sétima-posição

### Primeira posição
A primeira posição básica requer que os pés estejam apoiados no chão e voltados para fora (en dehors), apontando em direções opostas como resultado da rotação das pernas nos quadris) com os calcanhares conectados, chamado “pé de palhaço”.

### Segunda posição
Os pés en dehors com calcanhares afastados um do outro (aproximadamente 30 cm) apoiados no chão, apontados em direções opostas e, o arco do pé continua para cima.

### Terceira posição
Os pés ficam em sentidos contrários, onde um pé é colocado na frente do outro, com calcanhar da perna da frente “colado” com o arco do pé de base.

### Quarta posição
Posição semelhante à terceira porém com os pés afastados com os calcanhares em linha bem aberto (icolocação da articulação coxofemoral en dehors), existem dois tipos: ouverte e croise, onde em ambos os casos, um pé é colocado aproximadamente 30 cm na frente do outro.

### Quinta posição
Uma das mais difíceis posições, onde a quinta posição deve ter os pés juntos em posição semelhante a terceira, formando duas linhas quase paralelas entre os pés, onde o calcanhar do pé da frente deve encostar com o dedão do pé de base que está atrás, com as coxas bem juntas uma a outra.